# Actinoscypha scirpicola
Actinoscypha scirpicola är en svampart som först beskrevs av Karl Wilhelm Gottlieb Leopold Fuckel, och fick sitt nu gällande namn av E. Müll. 1966. Actinoscypha scirpicola ingår i släktet Actinoscypha, ordningen disksvampar, klassen Leotiomycetes, divisionen sporsäcksvampar och riket svampar.   Inga underarter finns listade i Catalogue of Life.